# Byczeń

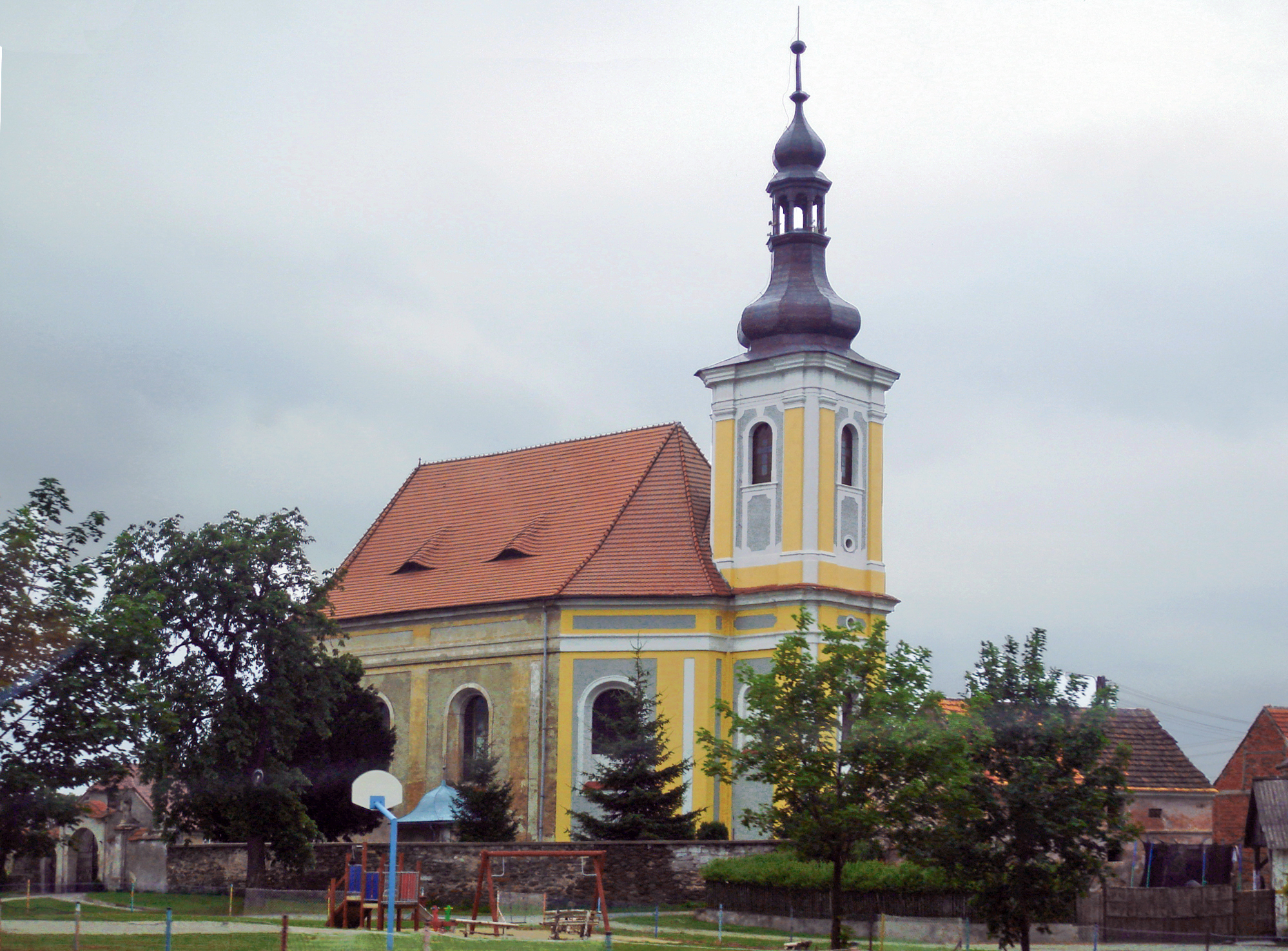
St.-Martin-Kirche

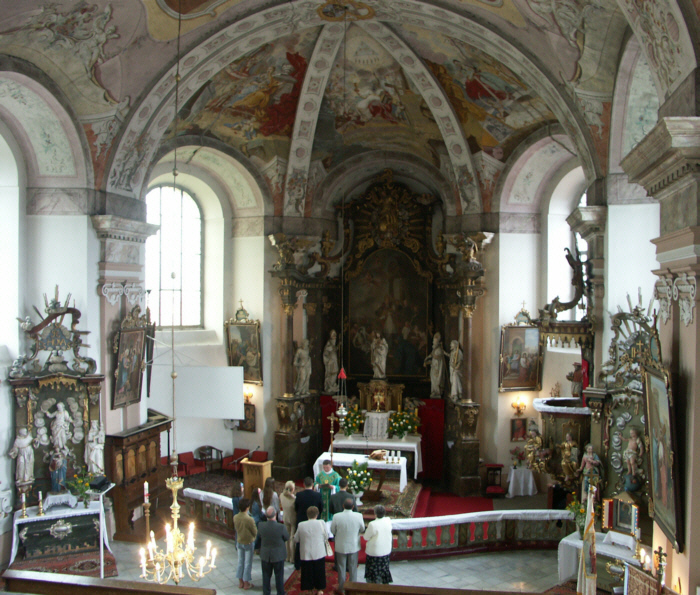
Innenansicht der St.-Martin-Kirche

Byczeń (deutsch Baitzen) ist ein Ort in der Stadt- und Landgemeinde Kamieniec Ząbkowicki im Powiat Ząbkowicki der Woiwodschaft Niederschlesien in Polen.

## Geografie
Byczeń liegt drei Kilometer östlich von Kamieniec Ząbkowicki am Nordufer der Glatzer Neiße, die im Glatzer Schneegebirge entspringt und häufig Hochwasser führt.  Bei großen Überschwemmungen – wie in den Jahren 1341, 1364, 1598, 1783, 1804, 1829 und 1938 – erlitt der teilweise hoch gelegene Ort meist weniger Schaden als die tiefer gelegenen landwirtschaftlichen Nutzflächen, die durch Kiesanschwemmung immer wieder unbrauchbar wurden. Durch Byczeń verläuft die Woiwodschaftsstraße 382, die von Ząbkowice Śląskie (Frankenstein) nach Paczków (Patschkau) verläuft. Nachbarorte sind Goleniów (Gallenau) im Norden, Starczów (Alt Altmannsdorf) im Nordosten, Doboszowice (Hertwigswalde) im Osten, Błotnica (Plottnitz) im Südosten, Topola (Reichenau) und Sławęcin (Schlottendorf) im Süden und Śrem (Schrom) im Südwesten. Westlich liegt der Kamenzer Schlossberg (Góra Zamkowa).

## Geschichte
Die Geschichte von Baitzen lässt sich seit der Zeit der deutschen Besiedlung Schlesiens im 13. Jahrhundert nachvollziehen. Erstmals urkundlich erwähnt wurde „Bycen“ im Jahre 1283. Es gehörte damals dem Moyko (Moycho) von Baizen  und gelangte später an das Zisterzienserkloster Kamenz. Zunächst gehörte es zum Herzogtum Schweidnitz und nach dessen Teilung 1321 zum neu begründeten Herzogtum Münsterberg. Dessen Herzog Bolko II. übertrug erst 1336 sein Gebiet als ein Lehen an die Krone Böhmen, die ab 1526 die Habsburger innehatten.
Nach dem Ersten Schlesischen Krieg 1742 fiel Baitzen wie fast ganz Schlesien an Preußen. Nach der Aufhebung des Klosters Kamenz durch die Säkularisation 1810 gehörte es ab 1816 zum Landkreis Münsterberg, der 1932 mit dem Landkreis Frankenstein zum neuen Kreis Frankenstein in Schlesien zusammengeschlossen wurde. Ab 1874 gehörte Baitzen zum Amtsbezirk Alt Altmannsdorf.
Neben Handwerk und Kleingewerbe war auch die Landwirtschaft von wirtschaftlicher Bedeutung, die keine großen Erträge erwirtschaften konnte, da die Böden durch die häufigen Überflutungen der Glatzer Neisse zum Teil stark verkiest waren. Seine Blütezeit erlebte Baitzen im 19. Jahrhundert durch den Bau des Kamenzer Schlosses sowie den Bau der Eisenbahnstrecken Münsterberg–Wartha (1873 eröffnet) und Frankenstein–Patschkau (1874 eröffnet), durch die das nahe gelegene Kamenz zu einem wichtigen Verkehrsknotenpunkt wurde. 1938 erhielt Baitzen Anschluss an der Reichensteiner Bahn.
Der Einmarsch sowjetischer Truppen am 8. Mai 1945 markierte für den Ort das Ende des Zweiten Weltkrieges. Als dessen Folge fiel Baitzen, das nun in Byczeń umbenannt wurde, wie der größte Teil Schlesiens an Polen. Im Herbst 1945 traf auf dem Bahnhof Kamenz der erste Transport von polnischen Bauern ein, die aus dem von der UdSSR annektierten Ostgalizien nach Niederschlesien zwangsumgesiedelt werden sollten. Die Vertreibung der deutschen Einwohner begann am 11. April 1946 und war im August weitgehend abgeschlossen.
1975 bis 1998 gehörte Byczeń zur Woiwodschaft Wałbrzych (Waldenburg). Obwohl nach 1945 die Kiesgewinnung als weiterer Wirtschaftszweig hinzukam, ist der Wohlstand der Region gering geblieben und die Produktivität noch weiter zurückgegangen. Ein besonderes Problem bildet, wie in vielen Teilen Polens, die Landflucht der jungen Bevölkerung.

## Religion
Im Jahr 1898 waren 98,8 % der Einwohner von Baitzen römisch-katholisch. Die wenigen ortsansässigen Protestanten besuchten eine Kirche in Kamenz. Bis 2004 gehörte Baitzen zum Bistum Breslau und seither zum neu gegründeten Bistum Świdnica (Schweidnitz). Nach dem Zweiten Weltkrieg wurde die Parochie Baitzen aufgelöst und nach St. Bartholomäus in Topola (Reichenau) eingepfarrt.
Von den katholischen Kirchenbüchern sind erhalten: Taufmatrikel (1876–1946), Traumatrikel (1913–1947) sowie die Sterbematrikel (1890–1946). Die älteren Kirchenbücher gelten seit einem Brand in der Kirche von Topola, wohin sie ausgelagert wurden, als vernichtet bzw. verschollen. Die erhaltenen Bücher befinden sich seit 1999 im Erzdiözesan-Archiv in Breslau. Der Martin-Opitz-Bibliothek in Herne liegt ein Scan Kirchenbucheinträge vor.

## Sehenswürdigkeiten

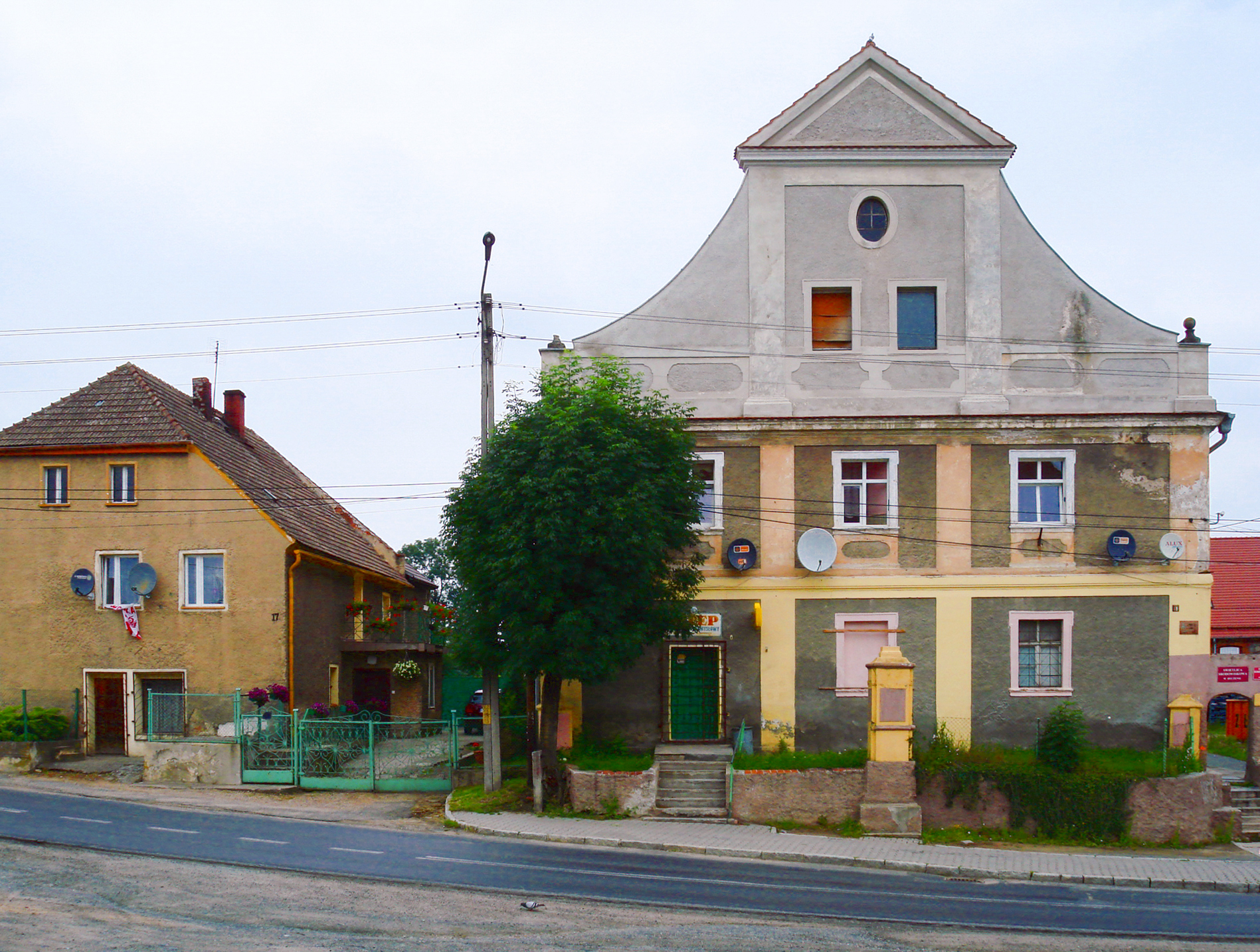
Ehemaliges Pfarrhaus (rechts)

- Die Pfarrkirche St. Martin wurde 1771–1774 während der Amtszeit des Kamenzer Abtes Amandus Neumann durch den Reichenauer Baumeister Josef Kauffmann im Stil des Spätbarock errichtet. Die Fresken mit Szenen aus dem Neuen Testament stammen vom Neisser Maler Joseph Höcker und Johann Nepomuk Kümpfle. Den Hochaltar, die Seitenaltäre und die Kanzel schuf 1776 der Baitzener Bildhauer Josef Jung.
- Das zweigeschossige Pfarrhaus mit Schweifgiebel wurde während der Amtszeit des Abtes Gerhard Woywoda 1728–1730 errichtet.

## Persönlichkeiten
- Franz Xaver Görlich (1801–1881), deutscher katholischer Geistlicher, Pädagoge, Chronist und Biograph
- Hans Joachim Koppitz (1924–2015), deutscher Buchhistoriker und Buchwissenschaftler